# Грузинская государственная электросистема
Государственная электросистема Грузии  (груз. საქართველოს სახელმწიფო ელექტროსისტემა) — грузинская государственная компания, Является единственным оператором системы передачи электроэнергии в стране. Головной офис  компании расположен в Тбилиси.

## История
АО «Государственная электросистема Грузии»  создана в 2002 году в результате слияния ООО «Электродиспетчеризация» и АО «Электропередача». С декабря 2002 года менеджмент осуществляла ирландская компания ESB International, которая приобрела право на пятилетнее управление компанией по результатам тендера, объявленного Всемирным Банком - «Проект поддержки оптового рынка электроэнергии». С ноября 2007 года, после завершения вышеназванного проекта, управление компанией продолжил грузинский директорат.

## Собственники и руководство
Компания является государственной собственностью. Органами управления и руководства  являются Общее собрание акционеров, Наблюдательный совет, Генеральный директор. Генеральный директор – Вано Зардиашвили.

## Деятельность
АО «Государственная электросистема Грузии» - акционерное общество, которое обеспечивает передачу (транспортировку, транзит) и диспетчеризацию электроэнергии по всей территории Грузии. «Государственная электросистема Грузии»  включает в себя 4 региональных сетей (Восточная, Западная, Южная и Кахетинская).  Национальный диспетчерский центр энергосистемы Грузии расположен в здании компании, в центре Тбилиси. Диспетчерский центр несет ответственность за оперативное управление энергосистемой Грузии, исправную работу объектов электропередачи и устойчивость энергосистемы. Национальный диспетчерский центр обеспечивает работу энергосистемы, как единого объекта, в нормальном и в аварийном режиме.